# 新潮文庫の100冊
新潮文庫の100冊（しんちょうぶんこのひゃくさつ）は、新潮社が1976年から毎年夏に行っている新潮文庫のキャンペーン、もしくは1995年発行のCD-ROMによる電子書籍。また、2000年には「新潮文庫20世紀の100冊」という企画も行われた。
いずれも「100冊」と銘打っているが、新潮文庫で上下巻などに分かれている作品でも1冊としているため、実際は100冊以上となる。

## 夏のキャンペーン
文庫フェア「新潮文庫の100冊」は、新潮文庫の中から100冊を選び出したもの。1976年開始。以前は「新潮文庫夏のキャンペーン広告」「新潮文庫ベスト100」であった。
1978年から1996年まで（1990年は除く）は俳優やアイドルなど有名人をイメージキャラクターに採用し、テレビ・新聞・雑誌などで宣伝も行った。1997年からイメージキャラクターはYonda?君になった。
2008年、同キャンペーン期間中の限定企画として、夏目漱石『こころ』、太宰治『人間失格』、宮沢賢治『銀河鉄道の夜』、アンデルセン『絵のない絵本』の4冊が特製カバー仕様で販売された。集英社文庫が、同時期のキャンペーンで週刊少年ジャンプ系の漫画家をカバー絵作者に起用した限定仕様の文庫を販売していたが、新潮社はまるでそれに対抗するかのように、単色の極めてシンプルなデザインを採用した。
1976年から2012年までの37年間すべての年に選出された作品は、以下の11作品である。
- 井伏鱒二 『黒い雨』
- 太宰治 『人間失格』
- 夏目漱石 『こころ』
- 三浦綾子 『塩狩峠』
- 宮沢賢治 『新編銀河鉄道の夜』
- カフカ 『変身』
- カミュ 『異邦人』
- ドストエフスキー 『罪と罰』
- ヘッセ 『車輪の下』
- ヘミングウェイ 『老人と海』
- モンゴメリ 『赤毛のアン』

その他、2012年までの37年の間に25回以上選出された作品は、以下の通り。
- 芥川龍之介 『羅生門・鼻』 - 35回
- 芥川龍之介 『蜘蛛の糸・杜子春』 - 29回
- 安部公房 『砂の女』 - 32回
- 井上靖 『あすなろ物語』 - 26回
- 遠藤周作 『海と毒薬』 - 28回
- 遠藤周作 『沈黙』 - 28回
- 梶井基次郎 『檸檬』 - 34回
- 川端康成 『伊豆の踊子』 - 30回
- 川端康成 『雪国』 - 31回
- 高村光太郎 『智恵子抄』 - 30回
- 太宰治 『斜陽』 - 26回
- 谷崎潤一郎 『痴人の愛』 - 33回
- 壺井栄 『二十四の瞳』 - 28回
- 中島敦 『李陵・山月記』 - 25回
- 夏目漱石 『坊っちゃん』 - 29回
- 三島由紀夫 『金閣寺』 - 36回
- 武者小路実篤 『友情』 - 31回
- 森鷗外 『山椒大夫・高瀬舟』 - 27回
- ゲーテ 『若きウェルテルの悩み』 - 25回
- サガン 『悲しみよこんにちは』 - 25回
- コナン・ドイル 『シャーロック・ホームズの冒険』 - 29回
- リチャード・バック 『かもめのジョナサン』 - 31回

## CD-ROM『新潮文庫の100冊』
1995年12月発行の『新潮文庫の100冊』は、CD-ROMを用いてパソコンのディスプレイ上で読む電子書籍である。また、一部作品には朗読音声ファイルが収録されている。
パソコンで用いられるフォントの漢字には、書籍で使われる活字とは字体の異なるものがあるが、CD-ROM『新潮文庫の100冊』では書籍と同じ字体を表示するためのフォントが用意された。
同様の企画として、新潮社は『新潮文庫 明治の文豪』（1997年）、『新潮文庫 大正の文豪』（1997年）、『新潮文庫 シャーロック・ホームズ全集』（1998年）、『新潮文庫の絶版100冊』（2000年）を出した。また、他社刊行のものも含んだ『シェイクスピア大全 CD-ROM版』（2003年）も出している。

### 収録作品
- 『羅生門／鼻』芥川龍之介 （朗読『羅生門』橋爪功）
- 『小さき者へ／生れ出づる悩み』有島武郎
- 『山本五十六』阿川弘之
- 『砂の女』安部公房
- 『華岡青洲の妻』有吉佐和子
- 『女社長に乾杯!』赤川次郎
- 『青春の蹉跌』石川達三
- 『焼跡のイエス／処女懐胎』石川淳
- 『黒い雨』井伏鱒二
- 『野菊の墓』伊藤左千夫
- 『歌行燈／高野聖』泉鏡花
- 『あすなろ物語』井上靖
- 『一握の砂／悲しき玩具』石川啄木 （朗読『一握の砂（部分）』山本圭）
- 『ブンとフン』井上ひさし
- 『風に吹かれて』五木寛之
- 『剣客商売』池波正太郎
- 『沈黙』遠藤周作
- 『野火』大岡昇平
- 『死者の奢り／飼育』大江健三郎
- 『雪国』川端康成
- 『檸檬』梶井基次郎 （朗読 寺田農）
- 『パニック／裸の王様』開高健
- 『楡家の人びと』北杜夫
- 『聖少女』倉橋由美子
- 『モオツァルト／無常という事』小林秀雄
- 『一瞬の夏』沢木耕太郎
- 『小僧の神様／城の崎にて』志賀直哉
- 『破戒』島崎藤村
- 『国盗り物語』司馬遼太郎
- 『コンスタンティノープルの陥落』塩野七生
- 『新橋烏森口青春篇』椎名誠
- 『太郎物語』曽野綾子
- 『痴人の愛』谷崎潤一郎
- 『人間失格』太宰治
- 『ビルマの竪琴』竹山道雄
- 『新源氏物語』田辺聖子
- 『冬の旅』立原正秋
- 『二十歳の原点』高野悦子
- 『二十四の瞳』壺井栄
- 『エディプスの恋人』筒井康隆
- 『こころ』夏目漱石
- 『李陵／山月記』中島敦 （朗読『山月記』江守徹）
- 『孤高の人』新田次郎
- 『アメリカひじき／火垂るの墓』野坂昭如 （朗読『火垂るの墓』橋爪功）
- 『放浪記』林芙美子
- 『にごりえ／たけくらべ』樋口一葉 （朗読『にごりえ』幸田弘子）
- 『草の花』福永武彦
- 『若き数学者のアメリカ』藤原正彦
- 『風立ちぬ／美しい村』堀辰雄
- 『人民は弱し官吏は強し』星新一
- 『点と線』松本清張
- 『銀河鉄道の夜』宮沢賢治
- 『金閣寺』三島由紀夫
- 『人生論ノート』三木清
- 『忍ぶ川』三浦哲郎
- 『雁の寺／越前竹人形』水上勉
- 『塩狩峠』三浦綾子
- 『錦繍』宮本輝
- 『友情』武者小路実篤
- 『世界の終りとハードボイルド・ワンダーランド』村上春樹
- 『山椒大夫／高瀬舟』森鷗外 （朗読『高瀬舟』井川比佐志）
- 『路傍の石』山本有三
- 『さぶ』山本周五郎
- 『遠野物語』柳田国男
- 『砂の上の植物群』吉行淳之介
- 『戦艦武蔵』吉村昭
- 『花埋み』渡辺淳一
- 『絵のない絵本』アンデルセン（矢崎源九郎 訳）
- 『人形の家』イプセン（矢崎源九郎 訳）
- 『十五少年漂流記』ジュール・ヴェルヌ（波多野完治 訳）
- 『O・ヘンリ短編集』O・ヘンリ（大久保康雄 訳）
- 『変身』カフカ（高橋義孝 訳）
- 『異邦人』カミュ（窪田啓作 訳）
- 『ティファニーで朝食を』カポーティ（龍口直太郎 訳）
- 『沈黙の春』レイチェル・カーソン（青樹簗一 訳）
- 『若きウェルテルの悩み』ゲーテ（高橋義孝 訳）
- 『悲しみよ こんにちは』サガン（朝吹登水子 訳）
- 『ハムレット』シェイクスピア（福田恆存 訳）
- 『狭き門』ジッド（山内義雄 訳）
- 『長距離走者の孤独』シリトー（丸谷才一・河野一郎 訳）
- 『古代への情熱』シュリーマン（関楠生 訳）
- 『ジーキル博士とハイド氏』スティーヴンソン（田中西二郎 訳）
- 『赤と黒』スタンダール（小林正 訳）
- 『怒りの葡萄』スタインベック（大久保康雄 訳）
- 『桜の園／三人姉妹』チェーホフ（神西清 訳）
- 『はつ恋』ツルゲーネフ（神西清 訳）
- 『クリスマス・カロル』ディケンズ（村岡花子 訳）
- 『罪と罰』ドストエフスキー（工藤精一郎 訳）
- 『アンナ・カレーニナ』トルストイ（木村浩 訳）
- 『シャーロック・ホームズの冒険』コナン・ドイル（延原謙 訳）
- 『トム・ソーヤーの冒険』マーク・トウェイン（大久保康雄 訳）
- 『チップス先生さようなら』ヒルトン（菊池重三郎 訳）
- 『嵐が丘』エミリー・ブロンテ（田中西二郎 訳）
- 『グレート・ギャツビー』フィツジェラルド（野崎孝 訳）
- 『車輪の下』ヘルマン・ヘッセ（高橋健二 訳）
- 『黒猫／黄金虫』ポー（佐々木直次郎 訳）
- 『トニオ・クレーゲル／ヴェニスに死す』トーマス・マン（高橋義孝 訳）
- 『女の一生』モーパッサン（新庄嘉章 訳）
- 『赤毛のアン』モンゴメリ（村岡花子 訳）
- 『月と六ペンス』モーム（中野好夫 訳）

## 新潮文庫20世紀の100冊
「新潮文庫20世紀の100冊」は2000年に行われた企画。20世紀（1901年～2000年）の100年から、1年につき1作ずつ選びだされた。1月から毎月10冊ずつ計100冊が刊行された。
当時絶版だったものと当時も刊行中のものとがあったが、どちらも通常のカバーの上にもう1つカバーを付け、特製ダブルカバーで刊行された。初版と同じ表紙絵を用い、伏字も初版通りにするなどされていた。
関川夏央による案内『新潮文庫 20世紀の100冊』（新潮新書、2009年）がある。

### 刊行作品
- 1901年 - 『みだれ髪』与謝野晶子
- 1902年 - 『クオーレ』E・デ・アミーチス
- 1903年 - 『トニオ・クレーゲル』トーマス・マン
- 1904年 - 『桜の園』チェーホフ
- 1905年 - 『吾輩は猫である』夏目漱石
- 1906年 - 『車輪の下』ヘルマン・ヘッセ
- 1907年 - 『婦系図』泉鏡花
- 1908年 - 『あめりか物語』永井荷風
- 1909年 - 『ヰタ・セクスアリス』森鷗外
- 1910年 - 『刺青』谷崎潤一郎
- 1911年 - 『お目出たき人』武者小路実篤
- 1912年 - 『悲しき玩具』石川啄木
- 1913年 - 『赤光』斎藤茂吉
- 1914年 - 『道程』高村光太郎
- 1915年 - 『あらくれ』徳田秋声
- 1916年 - 『精神分析入門』フロイト
- 1917年 - 『和解』志賀直哉
- 1918年 - 『田園の憂鬱』佐藤春夫
- 1919年 - 『月と六ペンス』モーム
- 1920年 - 『惜みなく愛は奪う』有島武郎
- 1921年 - 『赤いろうそくと人魚』小川未明
- 1922年 - 『園遊会』マンスフィールド[4]
- 1923年 - 『山椒魚』井伏鱒二
- 1924年 - 『注文の多い料理店』宮沢賢治
- 1925年 - 『檸檬』梶井基次郎
- 1926年 - 『日はまた昇る』ヘミングウェイ
- 1927年 - 『河童／或阿呆の一生』芥川龍之介
- 1928年 - 『放浪記』林芙美子
- 1929年 - 『夜明け前』島崎藤村
- 1930年 - 『測量船』三好達治
- 1931年 - 『夜間飛行』サン＝テグジュペリ
- 1932年 - 『八月の光』フォークナー
- 1933年 - 『人生劇場』尾崎士郎
- 1934年 - 『山羊の歌』中原中也
- 1935年 - 『雪国』川端康成
- 1936年 - 『風と共に去りぬ』ミッチェル
- 1937年 - 『若い人』石坂洋次郎
- 1938年 - 『麦と兵隊』火野葦平
- 1939年 - 『怒りの葡萄』スタインベック
- 1940年 - 『夫婦善哉』織田作之助
- 1941年 - 『人生論ノート』三木清
- 1942年 - 『無常という事』小林秀雄
- 1943年 - 『李陵』中島敦
- 1944年 - 『津軽』太宰治
- 1945年 - 『夏の花』原民喜
- 1946年 - 『堕落論』坂口安吾
- 1947年 - 『ビルマの竪琴』竹山道雄
- 1948年 - 『俘虜記』大岡昇平
- 1949年 - 『てんやわんや』獅子文六
- 1950年 - 『チャタレイ夫人の恋人』ロレンス
- 1951年 - 『異邦人』カミュ
- 1952年 - 『二十四の瞳』壺井栄
- 1953年 - 『幽霊』北杜夫
- 1954年 - 『樅ノ木は残った』山本周五郎
- 1955年 - 『太陽の季節』石原慎太郎
- 1956年 - 『楢山節考』深沢七郎
- 1957年 - 『死者の奢り／飼育』大江健三郎
- 1958年 - 『点と線』松本清張
- 1959年 - 『海辺の光景』安岡章太郎
- 1960年 - 『忍ぶ川』三浦哲郎
- 1961年 - 『フラニーとゾーイー』サリンジャー
- 1962年 - 『砂の女』安部公房
- 1963年 - 『飢餓海峡』水上勉
- 1964年 - 『沈黙の春』レイチェル・カーソン
- 1965年 - 『国盗り物語』司馬遼太郎
- 1966年 - 『沈黙』遠藤周作
- 1967年 - 『アメリカひじき／火垂るの墓』野坂昭如
- 1968年 - 『輝ける闇』開高健
- 1969年 - 『孤高の人』新田次郎
- 1970年 - 『豊饒の海』三島由紀夫
- 1971年 - 『未来いそっぷ』星新一
- 1972年 - 『恍惚の人』有吉佐和子
- 1973年 - 『剣客商売』池波正太郎
- 1974年 - 『おれに関する噂』筒井康隆
- 1975年 - 『火宅の人』檀一雄
- 1976年 - 『戒厳令の夜』五木寛之
- 1977年 - 『螢川／泥の河』宮本輝
- 1978年 - 『ガープの世界』ジョン・アーヴィング
- 1979年 - 『さらば国分寺書店のオババ』椎名誠
- 1980年 - 『二つの祖国』山崎豊子
- 1981年 - 『吉里吉里人』井上ひさし
- 1982年 - 『スタンド・バイ・ミー』スティーヴン・キング
- 1983年 - 『破獄』吉村昭
- 1984年 - 『愛のごとく』渡辺淳一
- 1985年 - 『世界の終りとハードボイルド・ワンダーランド』村上春樹
- 1986年 - 『深夜特急』沢木耕太郎
- 1987年 - 『本所しぐれ町物語』藤沢周平
- 1988年 - 『ひざまずいて足をお舐め』山田詠美
- 1989年 - 『孔子』井上靖
- 1990年 - 『黄金を抱いて翔べ』高村薫
- 1991年 - 『きらきらひかる』江國香織
- 1992年 - 『火車』宮部みゆき
- 1993年 - 『とかげ』吉本ばなな
- 1994年 - 『晏子』宮城谷昌光
- 1995年 - 『黄落』佐江衆一
- 1996年 - 『複雑系』ワールドロップ
- 1997年 - 『海峡の光』辻仁成
- 1998年 - 『宿命』高沢皓司
- 1999年 - 『ハンニバル』トマス・ハリス
- 2000年 - 『百年目』（ミレニアム記念特別文庫）